# دونا اما
دونا اما (به پرتغالی: Dona Emma) یک منطقهٔ مسکونی در برزیل است که در سانتا کاتارینا واقع شده‌است. دونا اما ۴٬۱۸۶ نفر جمعیت دارد.